# Леандро Бакуна
Леандро Бакуна (роден на 21 август 1991 в Гронинген) е нидерландски футболист, играе като атакуващ полузащитник и се състезава за английския Астън Вила.

## Клубна кариера

### Гронинген
Роден в град Гронинген Бакуна се записва в школата на местния Гронинген. Преминава през всички младежки формации на клуба.
На 30 октомври 2009 г. Бакуна прави дебюта си за първия отбор на Гронинген в мач срещу ПСВ Айндховен.
Първият си гол за клуба отбелязва на 6 ноември 2009 г. вкарва срещу Хераклес в мач от Ередивиси.
За Гронинген изиграва общо 109 мача в Ередивиси и отбелязва 14 гола.

### Астън Вила
На 13 юни 2013 г. Бакуна преминава в елитния английски Астън Вила

## Национален отбор
Бакуна представлява националните отбори на Нидерландия до 19 и до 21 години.